# Amblyseius filixis
Amblyseius filixis är en spindeldjursart som beskrevs av Wolfgang Karg 1970. Amblyseius filixis ingår i släktet Amblyseius och familjen Phytoseiidae. Inga underarter finns listade i Catalogue of Life.